# 어재연

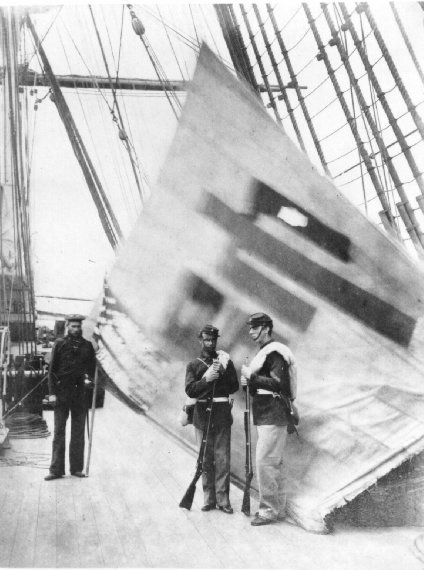
신미양요에서 전사한 어재연 장군의 장군기가 미해군 콜로라도함에 실려있다. 어재연 장군기는 136년이 지난 2007년에 대한민국에 임대되는 형식으로 돌아왔다.

어재연(魚在淵, 1823년~1871년)은 조선 말기의 무신이다. 자는 성우(性于), 본관은 함종이다. 1866년 공충도(충청도) 병마절도사, 회령 부사 등을 지냈고, 병인양요가 일어나자 선봉장이 되어 광성진을 수비하였다.
1871년 신미양요가 일어나자 조정에서는 그해 4월에 어재연을 진무중군에 임명하여 광성진을 수비케 하였다. 4월 16일에 광성진에 도착한 그는 이후 전투에서 사력을 다해 싸웠으나 우세한 무기를 가진 미군에게 패했고 동생 어재순과 함께 미 해병 제임스 도허티의 총검에 찔려 전사하였다.
사망 소식이 전해지자 즉시 정2품 병조판서가 추증되고 그해 5월 3일에 충장(忠壯)이라는 시호가 내려졌다.

## 신미양요
85문의 대포와, 1,230명의 미해병대 병력을 싣고 1871년 5월 16일 일본 나가사키 항구를 출발한 미국 군함 5척(기함은 프리깃함인 콜로라도호, 순양함 2척, 전함 2척)이 6월 1일 조선을 침략하였다.
전면전쟁이 최종목적은 아니고, 무력시위를 하여 개항을 하게 하려는 포함외교가 목적이었다. 조선군은 어재연 장군과 동생 어재순이 총에 맞아 전사한 것을 비롯하여 240명이 전투 중 사망, 100명 익사, 20명이 포로로 잡혔으며, 미해병대는 3명이 전사, 6명이 부상을 입었다.
그러나, 미군은 군함의 무력시위로 개항을 하게 하여 자유무역협정을 체결하는 전통적인 포함외교의 목적달성은 실패하여, 시장개방의 목적을 달성하지 못하고 중국으로 철군했다.
4년 뒤인 1875년 9월 20일에 운요호 사건이 발생하며, 이를 구실로 일본이 군함을 보내 포함외교에 성공한다. 즉, 군함으로 무력시위를 하여 조선과 자유무역협정을 체결한다. 1876년 2월 27일 체결된 강화도 조약으로, 대한민국 역사상 현대의 국제법으로 체결한 최초의 조약이다.
이후 1882년 조미수호통상조약이 체결되었다.
136년이 지난 2007년 10월 22일, 신미양요때 미 해병대에 빼앗긴 어재연 장군기가 136년 만에 고국으로 돌아와 일반에 공개되었다. 2024년에 미국으로 돌아갔다.

## 같이 보기
- 신미순의총
- 미국 해병대
- 어재연 장군기
- 어재연 장군 생가 - 중요민속문화재 제127호